# Ворна
Ворна — река в России, протекает в Вологодской области, в Нюксенском районе. Устье реки находится в 43 км по правому берегу реки Городишна. Длина реки составляет 21 км.
Исток Ворны находится на Галичской возвышенности в 15 км к югу от села Городищна. Течёт по ненаселённому лесу на северо-запад, затем на север. В среднем течении — нежилые деревни Черемисские и Струбиха. Ворна впадает в Городишну около деревни Великий Двор тремя километрами юго-западнее села Городищна.

## Данные водного реестра
По данным государственного водного реестра России относится к Двинско-Печорскому бассейновому округу, водохозяйственный участок реки — Северная Двина от начала реки до впадения реки Вычегда, без рек Юг и Сухона (от истока до Кубенского гидроузла), речной подбассейн реки — Сухона. Речной бассейн реки — Северная Двина.
Код объекта в государственном водном реестре — 03020100312103000009258.